# Rovereto (métro de Milan)
Pour les articles homonymes, voir Rovereto (homonymie).
Rovereto est une station de la ligne 1 du métro de Milan, située viale Monza.